# Таттимбет
Таттимбе́т Казанга́п-улы́ (каз. Тәттімбет Қазанғапұлы, 1815, аул Мыржык, ныне Каркаралинский район, Карагандинская область, Казахстан — 1862, там же) — казахский волостной правитель и дипломат, народный композитор-кюйши, домбрист, один из основателей центрально-казахстанской школы исполнения кюев в стиле шертпе.

## Биография
Происходит из подрода Бектемир рода Каракесек племени Аргын.
Таттимбет принадлежал к родовой знати. Выходец из старинной благородной и знатной семьи принадлежащей племени Аргын, рода Каракесек (Шаншар, Бертис, Бектемир). Увлечение музыкой сочеталось в его жизни с административной деятельностью. Потомок Бертис хана. Среди его предков — знаменитый Казыбек би. Отец Казангап имел высокий воинский чин в царской армии. И сам Таттимбет был офицером российской армии.
Таттимбет не знал нужды, которая была спутницей почти всех народных композиторов. Он был серэ́, выделялся изысканной одеждой, водил своих коней в богатом уборе. Сохранилось предание, что у Таттимбета был конь Бозжорга́, которого он научил танцевать под звуки домбры. Когда он играл свой кюй «Кара жорга» («Вороной иноходец»), Бозжорга ходил в ритме кюя — то шагом, то иноходью, то убыстряя движения.
Таттимбет — яркий представитель домбрового стиля «шертпе» — особый, «шелковистый» и трепетный звук извлекается не ударом по струнам всей кистью (энергичная западно-казахстанская школа «токпе» — Курмангазы, Даулеткерей, Махамбет), а путём шертпе — щипковым приемом, изящным перебором пальцев .
Дебютный кюй «Сылкылдак» («Хохотушка») о внезапно умершей девушке-кюйши Сакау из рода найманов прославил юного кюйши на всю степь. Таттимбет является автором свыше сорока разнообразных по своей тематике и направленности кюев. В кюе «Сары жайляу» («Пожелтевшая летовка») отчетливо выражены философские настроения о природе и жизни, «Жазғы қайғы» (Летнее горе) — о вечных спорах за землю и водопои, кюй «Бес торе» (Пять чингизидов) посвящён совету старейшин Сары-Арки, «Аксак кулан» («Хромой кулан») — легенда про кюйши из рода ногай Кет-Буге и хане Джучи, «Былкылдак» («Грациозная») — кюй, которым Таттимбет выиграл состязание с девушкой, играя ногой, названия других говорят сами за себя — «Боз айгыр» («Белый жеребец»), «Бозторгай» («Жаворонок»), «Сары өзен» («Желтая река»), «Балбырауын» («Нежность»), «Жетім кыз» («Сиротка») и др. Его произведения отличаются тонким лиризмом, глубоким психологизмом, исключительной образной силой.
Вершиной творчества Таттимбета является кюй «Көкейкестi» (Сокровенное), созданный в последние годы жизни композитора. В нём уже больной кюйши выразил свои неосуществлённые мечты  (недоступная ссылка).
Таттимбет оставил после себя также 62 кюя цикла «Косбасар» (Две струны), состоящего из шести подциклов.
Первые пять включают в себя по десять кюев, а шестой — двенадцать кюев. Название первого подцикла «Табалдырық Қосбасар» («Вступительный Косбасар), затем следуют „Зар Қосбасар“ („Горюющий Косбасар“), „Жайсары Қосбасар“ („Печальный Косбасар“), „Сейіл Қосбасар“ („Рассеивающий печаль Косбасар“), „Сырнайлы Қосбасар“ (Дудочный Косбасар) и последний „Қырмызы Қосбасар“. „Қырмызы“ — это оранжевый цвет и название степного цветка одуванчика, который живёт всего несколько дней. Когда у Таттимбета спросили смысл этого названия кюя, он сказал: „Жизнь так коротка, что нет и смысла ещё сокращать её“. Музыковед
Александр Затаевич, записавший этот кюй в своей книге „500 казахских песен и кюев“, написал: „Косбасар“ представляет собой пьесу, как это ни странно, до известной степени напоминающую одно из сочинений Рахманинова…»  (недоступная ссылка).
Многие кюи Таттимбета использованы в современных оперных, симфонических, камерно-инструментальных произведениях: кюи «Былкылдак», «Косбасар» — в операх «Кыз-Жибек» Брусиловского и «Абай» Жубанова и Хамиди, кюй «Сары жайляу» — в фильме «Джамбул», кюй «Сылкылдак» стал основой пьесы Сагатова для трубы с оркестром.

## Общественная деятельность

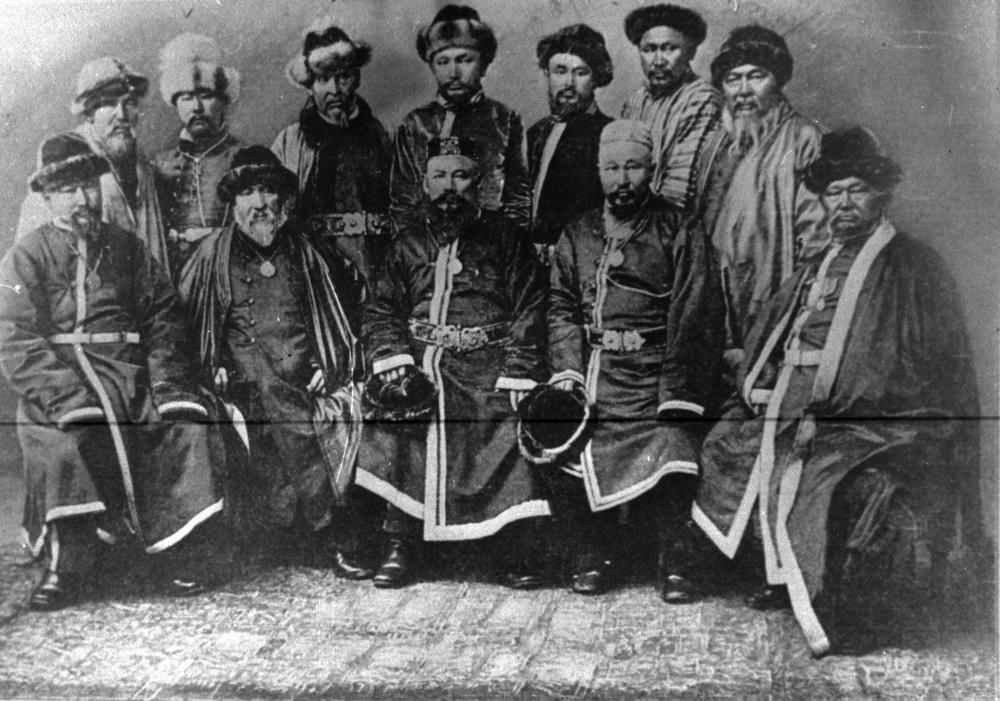
Казахская знать : Таттимбет стоит второй слева. Фото 1862 года.

Родители хотели, чтобы Таттимбет стал бием, поэтому определили его учеником к знаменитому судье. Учение юноше давалось легко, он быстро освоил свод степных законов, познакомился с основами ораторского искусства. Вскоре Таттимбет, несмотря на свой юный возраст, начинает самостоятельную судебную практику. Он разбирает различные жалобы, решает споры, вершит суд. Благодаря своей находчивости, остроумию, справедливости молодой судья становится известен по всей округе.
Таттимбет всю жизнь боролся за благополучие своего народа. Всю свою энергию и авторитет он направил в интересах развития промышленности в казахской степи, развития национальной буржуазии. Вместе с сибирским купцом Варнавой Ботовым Таттимбет основал Кояндинскую ярмарку, представлявшую своего рода товарную биржу. Благодаря этой ярмарке казахи смогли продавать свой скот по хорошей цене и избавились от необходимости гнать самим скот в далёкую Россию. В 1913 году оборот ярмарки приблизился к пяти миллионам рублей, а количество юрт доходило до тысячи.
Таттимбет стоял у истоков золото-добывающей отрасли Казахстана. В горах Мыржык около родника Маныбай сохранились шахты Шайыргалы.
Сохранилась редкая фотография, снятая незадолго до смерти Таттимбета. На фото «Знать Турана» кроме Таттимбета можно отметить других известных общественных деятелей Сары-Арки: стоит первый слева — Халиулла Оскенбай-улы (дядя Абая), сидят слева на право: первый-Ерден Сандыбайулы ага султан Атбасарского округа, второй слева — ага-султан Кокшетауского округа Шынгыс Уали-улы (отец Чокана Валиханова), сидит в центре — ага-султан Баянаульского внешнего округа Муса Шорман-улы (дядя Чокана Валиханова со стороны матери Зейнеп), Кусбек торе-ага султан Каркаралинского округа.

## Дипломатическая деятельность
Таттимбет был доверенным лицом старшего султана из рода тобыкты Кунанбая Оскенбай-улы — отца Абая. Он был племянником его второй жены Улжан, матери Абая. Кунанбай использовал огромный духовный авторитет Таттимбета для выполнения сложных поручений. По поручению Кунанбая, ещё молодым, Таттимбет ездил к казахам Восточного Туркестана, чтобы уговорить их принять российское подданство. Кунанбай предвидел тот момент, когда граница Российской и Китайской империй закроется для кочевников, и тогда единый народ окажется расколотым на две части. Таттимбет специально для этой миссии сочинил два кюя с соответствующими по смыслу легендами: «Алшагыр-Шаган» и «Корамжан».
В 1855 году Таттимбет в составе казахской делегации участвовал в церемонии коронования императора Александра II в Петербурге. Он так впечатлил столицу искусной игрой на домбре, что был удостоен серебряной медали, а за свою административную деятельность получил чин сотника российской армии.
Ещё одна миссия Таттимбета — его поездка к мятежному Кенесары-хану. Царская администрация предложила последнему казахскому хану прекратить сопротивление и сдаться, но Таттимбет тайно предложил Кенесары уйти в Китай через Киргизию. Однако Кенесары попал в ловушку, устроенную киргизскими манапами. Таттимбет был душою с восставшими. Подтверждением тому кюй «Азына» (Плач), посвященный трагической смерти Кенесары-хана.

## Память
- Кюи Таттимбета широко представлены в репертуарах Государственного имени Курмангазы и Карагандинского имени Таттимбета академических оркестров казахских народных инструментов, к ним обращаются многие домбристы и музыковеды.
- На могиле Таттимбета недалеко от села Актасты возведён мавзолей (1962).
- В селе Егиндыбулак в 1984 году установлен 9-метровый поясной памятник кюйши на фоне головы рвущегося в степь скакуна и взлетающего ввысь сокола  (недоступная ссылка).
- В честь Таттимбета названы музыкальное училище (ныне колледж искусств) в Караганде и Карагандинский академический оркестр казахских народных инструментов (1990).

## Дискография
- В 1990 году на ВФГЗ «Мелодия» вышел виниловый альбом «Таттимбет (1815—1862). Кюи» (представлено 17 кюев в исполнении 6 домбристов).
- CD «Инструментальная традиция шертпе» (13 кюев Таттимбета из 28 представленных), «Асыл Мура», 2000.
- В 2010 году к 150-летию со дня смерти кюйши во Франции в серии «Музыка мира» издан СD-альбом «Dombra du Kazakhstan: L`heritage de Tattimbet» («Казахская домбра — наследие Таттимбета») (Buda Musique)  (недоступная ссылка), .

## Фильмы
- Телефильм «Струны столетий» (о жизни и творчестве композитора Таттимбета), Карагандинская студия телевидения, 1968.